# Tasik Juang
Tasik Juang is een bestuurslaag in het regentschap Indragiri Hulu van de provincie Riau, Indonesië. Tasik Juang telt 1068 inwoners (volkstelling 2010).